# Фйорано-аль-Серіо
Фйорано-аль-Серіо (італ. Fiorano al Serio) — муніципалітет в Італії, у регіоні Ломбардія,  провінція Бергамо.
Фйорано-аль-Серіо розташоване на відстані близько 490 км на північний захід від Рима, 65 км на північний схід від Мілана, 18 км на північний схід від Бергамо.
Населення — 3021 особа (2014).
Щорічний фестиваль відбувається 23 квітня та 23 травня. Покровитель — святий Юрій.

## Демографія
Населення за роками:

Станом на 1 січня 2023 року в муніципалітеті офіційно проживали 222 іноземці з 27 країн, серед них 32 громадяни країн Євросоюзу та 17 громадян України.

## Сусідні муніципалітети
- Казніго
- Чене
- Гаццаніга
- Вертова